# Lampyris noctiluca
La luciérnaga común europea (Lampyris noctiluca), también llamada popularmente como gusano de luz, es una especie de coleóptero de la familia Lampyridae. Fue descrita por primera vez por Carlos Linneo en 1767.
Lampyris noctiluca presenta un marcado dimorfismo sexual. Los machos son alados, con élitros marrones, un protórax más claro y un gran punto marrón en el medio, mientras que las hembras son larviformes, ápteras y en general más grandes que los machos (hasta unos 25 mm de longitud).
Estos escarabajos utilizan su bioluminiscencia para atraer parejas. Las hembras adultas son las que hacen popular a esta especie por su luz, aunque pueden producirla en menor grado en todas las etapas de su ciclo vital.

## Distribución

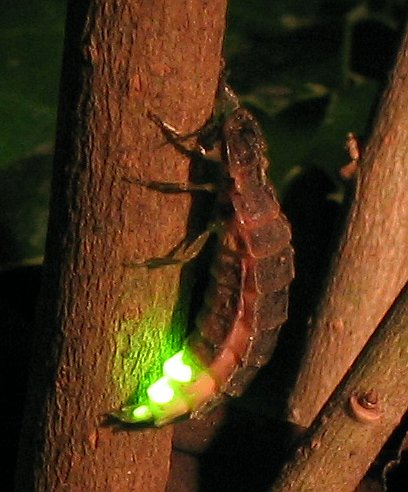
Hembra de Lampyris noctiluca,

El área de distribución de Lampyris noctiluca abarca desde Portugal e Irlanda en el oeste, hasta China en el este. Puede sobrevivir en latitudes muy septentrionales llegando casi hasta el círculo polar ártico.
A falta de más estudios, es posible que algunas de las citas de la península ibérica se traten en realidad de una especie próxima, la luciérnaga ibérica.

## Bioluminiscencia

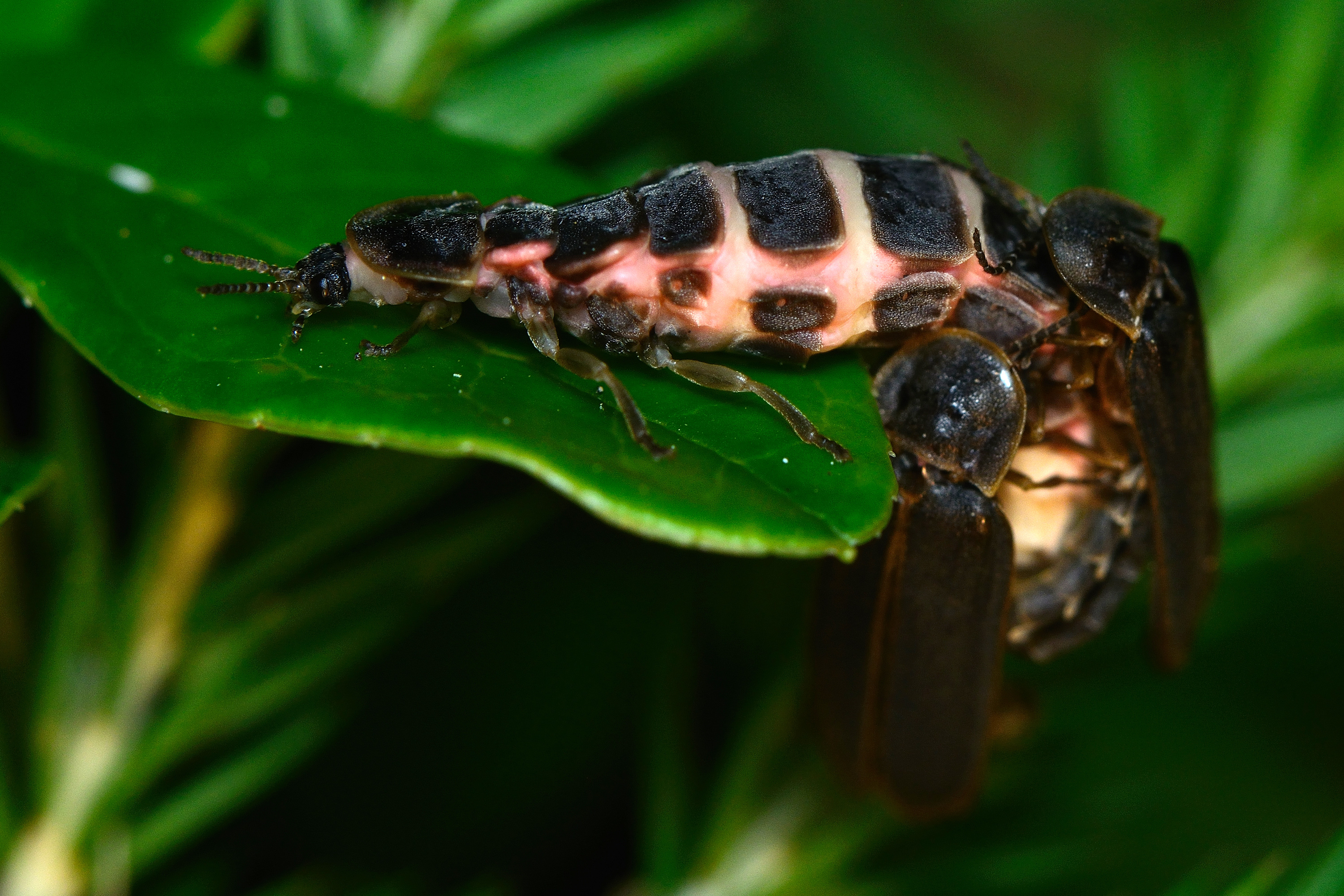
Hembra y dos machos apareándose.

Macho y hembra apareándose.

La producción de luz es vital para la reproducción de Lampyris noctiluca. Emiten una luz verde-amarillenta a través de la parte ventral translúcida de los últimos tres segmentos abdominales. Suelen emitir luz durante unas dos horas, volviendo a esconderse hasta la siguiente noche. Las hembras pueden estar unas 10 noches consecutivas haciéndolo. Una vez encuentran compañero, dejan de emitir luz.
Los machos pueden detectar la luz hasta una distancia de unos 50 metros. La luz se emite de manera continua, a pesar de que pueden mover sus abdómenes de lado a lado, dando la impresión de modulación. Algunas larvas también pueden emitir luz, aunque dejarán de hacerlo más rápidamente que las hembras al ser perturbadas.
El insecto puede regular la producción de luz al controlar el suministro de oxígeno a las membranas que contienen la luciferina. La luciferina está catalizada por la enzima luciferasa en una reacción química en la que sólo alrededor del 2% es de la energía se pierde en forma de calor.
Los machos utilizan el brillo de la luz como un indicador de fecundidad de la hembra. Los machos vuelan con más probabilidad hacia una hembra más brillante, debido a que suele ser más grande y tener más huevos. Debido a esto, las hembras compiten entre sí por los apareamientos.
Los machos también pueden ser atraídos por las luces de origen antrópico.
El periodo más propicio para visualizar la bioluminiscencia de esta especie son los anocheceres de junio y julio.

## Hábitat
Habitualmente se encuentran en praderas, especialmente en suelos calizos. Las larvas suelen vivir bajo rocas o madera.

## Ciclo vital

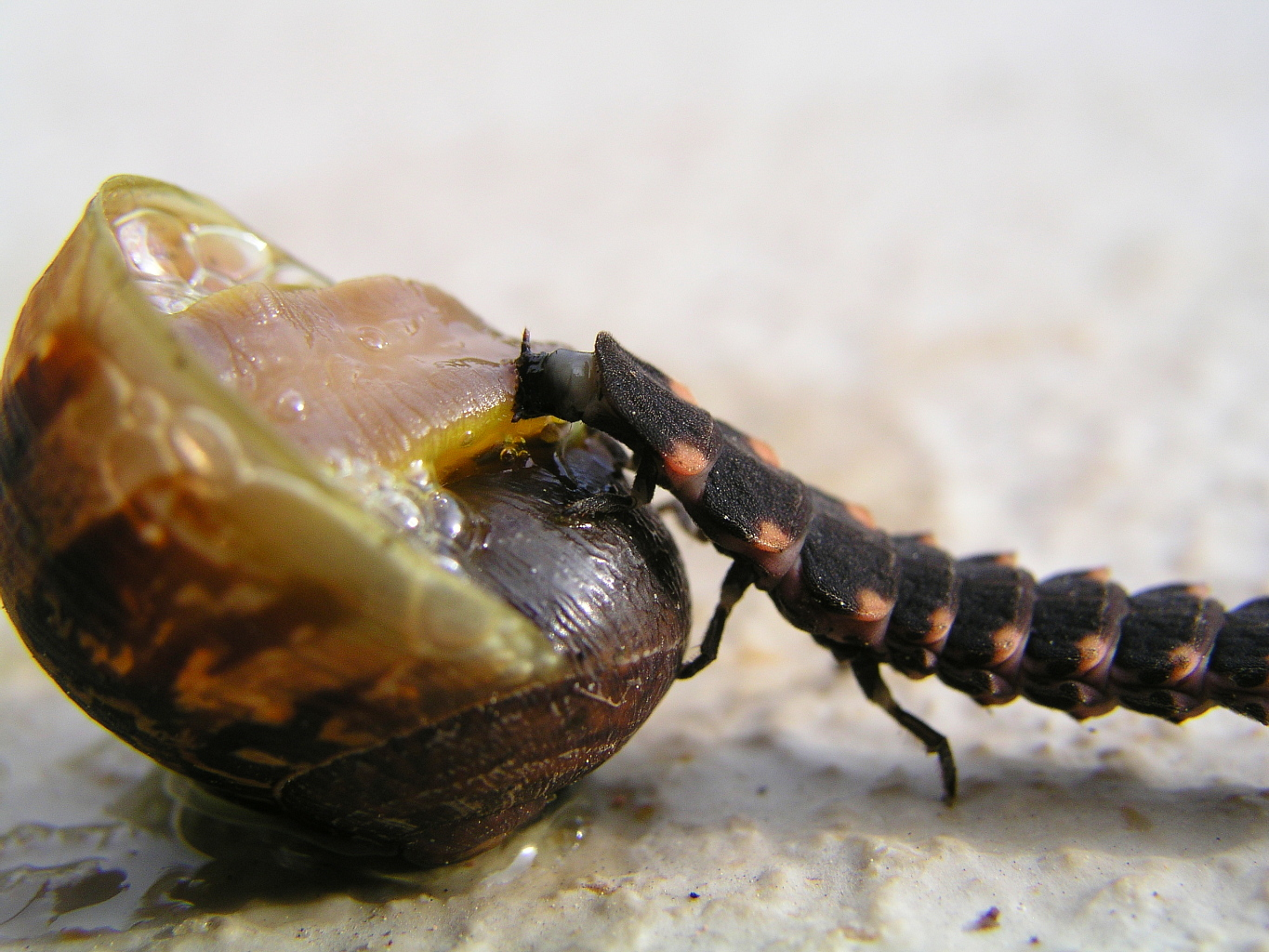
Larva alimentándose.

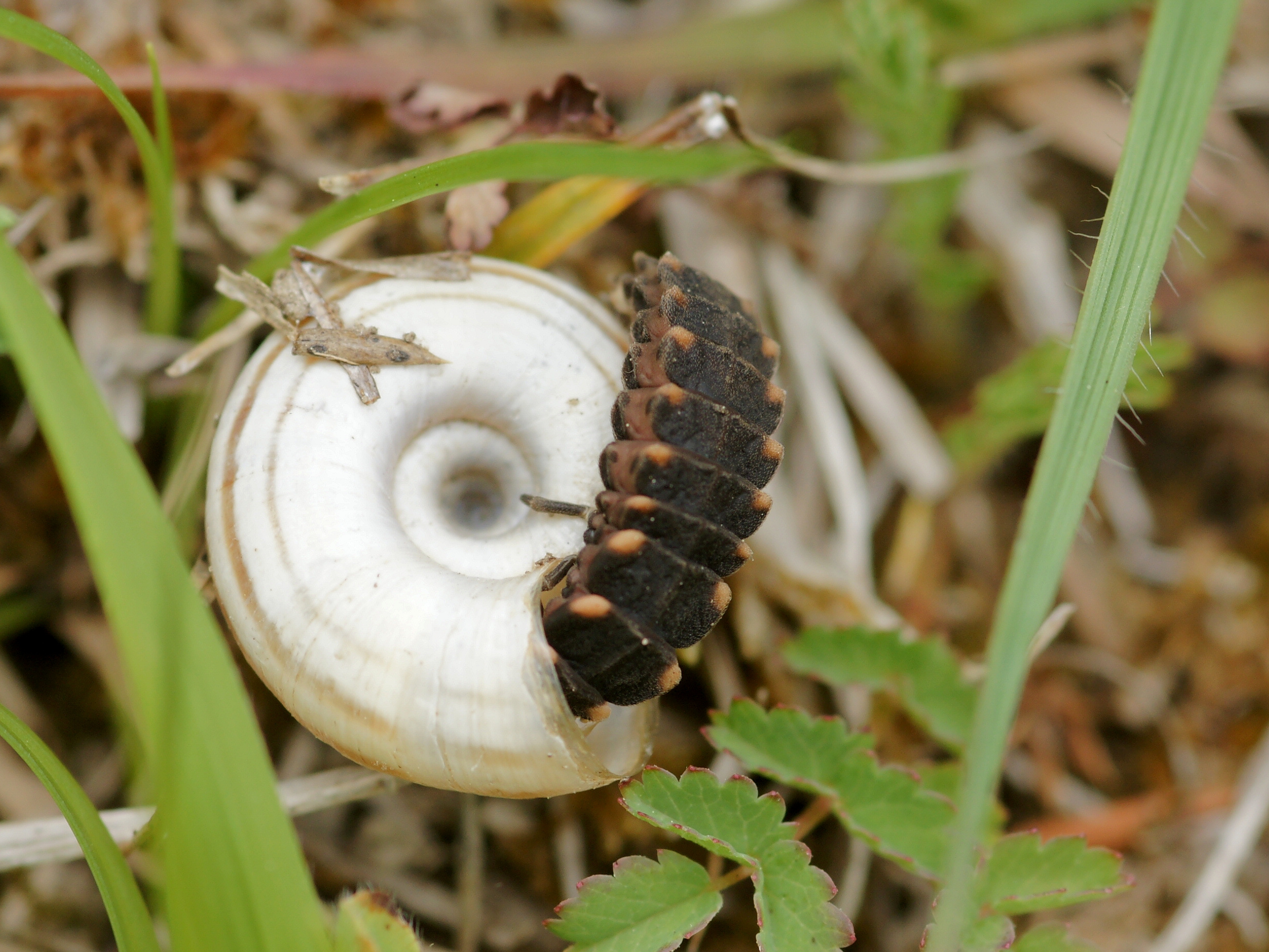
Larva alimentándose. Vista dorsal.

Una vez las hembras han atraído los machos con su luz, se aparean, ponen huevos y mueren. Típicamente, ponen entre 50 y 100 huevos a lo largo de tres días. Suelen poner los huevos en lugares húmedos como en la base de hierbas o entre el musgo.
Los huevos son amarillo pálido, de 1 mm de ancho. Tardan en eclosionar entre 14 y 45 días dependiendo de la temperatura: cuanto más frío, más tardan en eclosionar.
Las larvas y las hembras adultas son muy similares, pero las larvas tienen puntos luminosos en cada uno de sus 12 segmentos, mientras que las hembras adultas tienen el dorso completamente oscuro.
Las larvas depredadoras se alimentan durante dos o tres años de babosas y caracoles a los que inyectan un fluido tóxico y digestivo. El veneno tarda un tiempo en hacer efecto y la larva debe ser cuidadosa para no quedar atrapada en el moco protector que su presa pueda segregar. La presa queda gradualmente paralizada y el fluido digestivo la va convirtiendo en un caldo marrón que la larva ya puede lamer.
Las babosas y los caracoles pueden llegar a pesar 200 veces más que la larva. Las larvas son nocturnas y son más activas en condiciones de humedad, cuando sus presas también están más activas.
Las larvas mudan cuatro a cinco veces a lo largo de sus vidas. Pasan el los meses fríos hibernando escondidas bajo piedras, madrea u hojarasca bajo registros, piedras, agujeros de madera, o camada de hoja. Despiertan en primavera, repitiendo este ciclo uno o dos años más.
Se convierten en adultos entre mayo a julio, sobreviviendo gracias a las reservas que acumularon como larvas, muriendo después de reproducirse.

## Amenazas
Las amenazas a esta especie incluye la destrucción y fragmentación de su hábitat, la contaminación lumínica y el cambio climático.